# Calopsychops extinctus
Calopsychops extinctus là một loài côn trùng trong họ Psychopsidae thuộc bộ Neuroptera. Loài này được Panfilov in Dolin et al. miêu tả năm 1980.